# Giải thưởng phim Hochi
Giải thưởng phim Hochi (Nhật: 報知映画賞 Hepburn: Hōchi Eiga Shō) là giải thưởng cho ngành điện ảnh được sáng lập bởi Hochi Shimbun.

## Hạng mục
- Phim điện ảnh xuất sắc nhất
- Phim điện ảnh nước ngoài xuất sắc nhất
- Nam diễn viên xuất sắc nhất
- Nữ diễn viên xuất sắc nhất
- Nam diễn viên phụ xuất sắc nhất
- Nữ diễn viên phụ xuất sắc nhất
- Diễn viên mới xuất sắc nhất
- Giải thưởng đặc biệt
- Đạo diễn xuất sắc nhất

## Trao giải
| Lần thứ | Năm  | Đạo diễn xuất sắc nhất                                                            | Phim điện ảnh xuất sắc nhất                   | Phim điện ảnh nước ngoài xuất sắc nhất          | Nam diễn viên xuất sắc nhất                                                 | Nữ diễn viên xuất sắc nhất                                                               | Nam diễn viên phụ xuất sắc nhất                                                                | Nữ diễn viên phụ xuất sắc nhất                                                      | Diễn viên mới xuất sắc nhất                                                                                       | Giải thưởng đặc biệt                                                        |
| ------- | ---- | --------------------------------------------------------------------------------- | --------------------------------------------- | ----------------------------------------------- | --------------------------------------------------------------------------- | ---------------------------------------------------------------------------------------- | ---------------------------------------------------------------------------------------------- | ----------------------------------------------------------------------------------- | --- | --------------------------------------------------------------------------- |
| 1       | 1976 | -                                                                                 | The Inugamis (Kon Ichikawa)                   | Taxi Driver (Martin Scorsese)                   | Tatsuya Fuji (In the Realm of the Senses)                                   | Kumiko Akiyoshi (Banka, Saraba natsuno hikariyo, Brother and Sister)                     | Hideji Ōtaki (Brother and Sister, Kimi yo funnu no kawa wo watare, Fumō Chitai)                | Kiwako Taichi (Otoko wa Tsurai yo: Torajiro yuuyake koyake)                         | Mieko Harada (The Youth Killer, Lullaby of the Earth)                                                             | -                                                                           |
| 2       | 1977 | -                                                                                 | The Yellow Handkerchief (Yoji Yamada)         | Slap Shot (George Roy Hill)                     | Ken Takakura (Hakkodasan, The Yellow Handkerchief)                          | Shima Iwashita (Ballad of Orin)                                                          | Katō Takeshi (The Devil's Ballad, Hell's Gate Island)                                          | Ayumi Ishida (The Gate of Youth Part 2)                                             | Tetsuya Takeda (The Yellow Handkerchief)                                                                          | Hiromi Gō (Totsuzen arashi no yōni)                                         |
| 3       | 1978 | -                                                                                 | Third Base (Yōichi Higashi)                   | Star Wars Episode IV: A New Hope (George Lucas) | Ken Ogata (The Demon)                                                       | Meiko Kaji (The Love Suicides at Sonezaki)                                               | Tsunehiko Watase (The Incident, Kōtei no inai hachigatsu, The Fall of Ako Castle)              | Shinobu Otake (The Incident, Seishoku no ishibumi)                                  | Toshiyuki Nagashima (Third Base, Kaerazaru hibi, The Incident)                                                    | -                                                                           |
| 4       | 1979 | -                                                                                 | The Man Who Stole the Sun (Kazuhiko Hasegawa) | The Deer Hunter (Michael Cimino)                | Kenji Sawada (The Man Who Stole the Sun)                                    | Junko Miyashita (The Woman with Red Hair, Nureta Shumatsu)                               | Rentarō Mikuni (Vengeance Is Mine)                                                             | Mayumi Ogawa (Vengeance Is Mine, The Three Undelivered Letters)                     | Kaoru Kobayashi (Jyu-hassai, umi e)                                                                               | Thiết kế sản xuất Keiko                                                     |
| 5       | 1980 | -                                                                                 | Kagemusha (Akira Kurosawa)                    | Kramer vs. Kramer (Robert Benton)               | Masato Furuoya (Disciples of Hippocrates)                                   | Chieko Baisho (A Distant Cry from Spring, Otoko wa Tsurai yo: Series)                    | Tsutomu Yamazaki (Kagemusha)                                                                   | Yoko Aki (Shiki Natsuko)                                                            | Keigo Oginome (Kaichō-on), Tatsuo Yamada (Crazy Thunder Road, Tekkihei, tonda)                                    | Thiết kế sản xuất Zigeunerweisen                                            |
| 6       | 1981 | -                                                                                 | Enrai (Kichitaro Negishi)                     | The Tin Drum (Volker Schlöndorff)               | Toshiyuki Nagashima (Enrai)                                                 | Keiko Matsuzaka (The Gate of Youth, Otoko wa Tsurai yo: Naniwa no koino torajiro)        | Katsuo Nakamura (Kagero-za, Buriki no kunsho, 仕事人梅安)                                      | Yūko Tanaka (Edo Porn)                                                              | Đạo diễn Kōhei Oguri (Muddy River), Eri Ishida (Enrai)                                                            | -                                                                           |
| 7       | 1982 | -                                                                                 | Fall Guy (Kinji Fukasaku)                     | ...All the Marbles (Robert Aldrich)             | Mitsuru Hirata (Fall Guy)                                                   | Kaori Momoi (Giwaku)                                                                     | Akira Emoto (Otoko wa Tsurai yo: Torajiro ajisai no koi, Dōtonborigawa)                        | Miyako Yamaguchi (Farewell to the Land)                                             | Satomi Kobayashi (I Are You, You Am Me)                                                                           | Cinema Square Tōkyū                                                         |
| 8       | 1983 | -                                                                                 | The Family Game (Yoshimitsu Morita)           | Flashdance (Adrian Lyne)                        | Yusaku Matsuda (The Family Game, Detective Story)                           | Masako Natsume (The Catch, Time and Tide)                                                | Juzo Itami (The Family Game, The Makioka Sisters, Izakaya Chōji, Meiso chizu, Grass Labyrinth) | Mitsuko Baisho (The Geisha and others), Eiko Nagashima (Ryuji)                      | Tomoyo Harada (Toki o Kakeru Shōjo (1983 film))                                                                   | -                                                                           |
| 9       | 1984 | -                                                                                 | The Funeral (Itami Juzo)                      | The Natural (Barry Levinson)                    | Saburō Tokitō (The Miracle of Joe Petrel)                                   | Sayuri Yoshinaga (Ohan, Station to Heaven)                                               | Kaku Takashina (Mahjong hōrōki)                                                                | Kin Sugai (The Funeral)                                                             | Đạo diễn Makoto Wada (Mahjong hōrōki)                                                                             | Nobuko Miyamoto (The Funeral)                                               |
| 10      | 1985 | Yoshimitsu Morita (And Then)                                                      | And Then (Yoshimitsu Morita)                  | Witness (Peter Weir)                            | Kin'ya Kitaōji (Himatsuri, Haru no kane)                                    | Mitsuko Baisho (Love Letter, Ikiteru uchiga hana nanoyo shin-dara sore madeyo to sengen) | Tomokazu Miura (Typhoon Club)                                                                  | Yoshiko Mita (Haru no kane, W's Tragedy)                                            | Yoshinori Monta (Itoshiki hibiyo)                                                                                 | Minoru Chiaki (Gray Sunset)                                                 |
| 11      | 1986 | Kichitaro Negishi (Whooh! Exploration Unit)                                       | Comic Magazine (Yojiro Takita)                | The Purple Rose of Cairo (Woody Allen)          | Yuya Uchida (Comic Magazine)                                                | Ayumi Ishida (House on Fire, Tokei – Adieu l'hiver)                                      | Kei Suma (Kinema no tenchi)                                                                    | Mieko Harada (House on Fire)                                                        | Yuki Saito (Yuki no dansho - Jonetsu)                                                                             | -                                                                           |
| 12      | 1987 | Kazuo Hara (The Emperor's Naked Army Marches On)                                  | A Taxing Woman (Juzo Itami)                   | Good Morning, Babylon (Paolo Taviani)           | Takanori Jinnai (Chōchin)                                                   | Shinobu Otake (Eien no 1/2)                                                              | Masahiko Tsugawa (A Taxing Woman)                                                              | Junko Sakurada (Itazu - Kuma)                                                       | Masahiro Takashima (Totto Channel, Bu Su)                                                                         | -                                                                           |
| 13      | 1988 | Hayao Miyazaki (My Neighbor Totoro)                                               | Tomorrow (Kazuo Kuroki)                       | The Last Emperor (Bernardo Bertolucci)          | Hiroyuki Sanada (Kaitō Ruby)                                                | Narumi Yasuda (Bakayaro! I'm Plenty Mad)                                                 | Tsurutarō Kataoka (The Discarnates)                                                            | Eri Ishida (A Chaos of Flowers, Hope and Pain, Arashi ga oka)                       | Hiroshi Nishikawa (Kyōshū)                                                                                        | -                                                                           |
| 14      | 1989 | Toshio Masuda (Shaso)                                                             | Untamagiru (Gō Takamine)                      | Die Hard (John McTiernan)                       | Rentarō Mikuni (Sen no Rikyū, Tsuribaka Nisshi)                             | Yoshiko Tanaka (Black Rain)                                                              | Yoshio Harada (Dotsuitarunen)                                                                  | Hideko Yoshida (Shaso)                                                              | Hidekazu Akai (Dotsuitarunen)                                                                                     | Yusaku Matsuda (Black Rain)                                                 |
| 15      | 1990 | Jun Ichikawa (Tsugumi)                                                            | Sakura no Sono (Shun Nakahara)                | Field of Dreams (Phil Alden Robinson)           | Bunta Sugawara (Tekken)                                                     | Keiko Matsuzaka (The Sting of Death)                                                     | Renji Ishibashi (Rōnin-gai)                                                                    | Kanako Higuchi (Rōnin-gai)                                                          | Riho Makise (Tokyo Heaven, Tsugumi), Đạo diễn Joji Matsuoka (Bataashi kingyo)                                     | -                                                                           |
| 16      | 1991 | Takeshi Kitano (A Scene at the Sea)                                               | Musuko (Yōji Yamada)                          | The Silence of the Lambs (Jonathan Demme)       | Masatoshi Nagase (Musuko, Asian Beat: I Love Nippon, Mo no shigoto)         | Youki Kudoh (War and Youth)                                                              | Hiroshi Kanbe (Nowhere Man)                                                                    | Jun Fubuki (Nowhere Man)                                                            | Hikari Ishida (Chizuko's Younger Sister, Waiting for the Flood, My Soul Is Slashed), Naoto Takenaka (Nowhere Man) | -                                                                           |
| 17      | 1992 | Yōichi Higashi (The River with No Bridge)                                         | Sumo Do, Sumo Don't (Masayuki Suo)            | A League of Their Own (Penny Marshall)          | Masahiro Motoki (Sumo Do, Sumo Don't)                                       | Misa Shimizu (Okoge, Sumo Do, Sumo Don't, Future Memories: Last Christmas)               | Takehiro Murata (Okoge, Minbo)                                                                 | Miwako Fujitani (The Oil-Hell Murder, Netorare Sosuke)                              | Yuki Sumida (The Strange Tale of Oyuki), Yoshiyuki Omori (The Rocking Horsemen, The Strange Tale of Oyuki)        | -                                                                           |
| 18      | 1993 | Yoichi Sai (All Under the Moon)                                                   | All Under the Moon (Yoichi Sai)               | Unforgiven (Clint Eastwood)                     | Ken Tanaka (Bokyo)                                                          | Ruby Moreno (All Under the Moon)                                                         | Ittoku Kishibe (Made in Japan, Samurai Kids, Dying at a Hospital, Many Happy Returns)          | Junko Sakurada (Moving)                                                             | Tomoko Tabata (Moving)                                                                                            | -                                                                           |
| 19      | 1994 | Tatsumi Kumashiro (Like a Rolling Stone)                                          | A Dedicated Life (Kazuo Hara)                 | Schindler's List (Steven Spielberg)             | Kenichi Hagiwara (Ghost Pub)                                                | Saki Takaoka (Crest of Betrayal)                                                         | Kiichi Nakai (47 Ronin)                                                                        | Shigeru Muroi (Ghost Pub)                                                           | Tomoko Yamaguchi (Ghost Pub)                                                                                      | -                                                                           |
| 20      | 1995 | Shunji Iwai (Love Letter)                                                         | A Last Note (Kaneto Shindō)                   | The Shawshank Redemption (Frank Darabont)       | Hiroyuki Sanada (Emergency Doctor/Emergency Call, Sharaku, East Meets West) | Miho Nakayama (Love Letter)                                                              | Etsushi Toyokawa (Love Letter, No Way Back, Hanako)                                            | Meiko Kaji (Onihei's Detective Records)                                             | Sae Isshiki (Kura)                                                                                                | -                                                                           |
| 21      | 1996 | Yoshimitsu Morita ((Haru))                                                        | Shall We Dance? (Masayuki Suo)                | Seven (David Fincher)                           | Kōji Yakusho (Shall We Dance?, Sleeping Man, Shabu gokudo)                  | Mieko Harada (Village of Dreams)                                                         | Tetsuya Watari (Waga Kokoro no Ginga Tetsudō Miyazawa Kenji Monogatari)                        | Eriko Watanabe (Shall We Dance?)                                                    | Masanobu Ando (Kids Return)                                                                                       | Kyoshi Atsumi                                                               |
| 22      | 1997 | Masato Harada (Bounce ko Gals)                                                    | Welcome Back, Mr. McDonald (Kōki Mitani)      | Jerry Maguire (Cameron Crowe)                   | Kōji Yakusho (The Eel, Paradise Lost, Bounce ko Gals)                       | Hitomi Kuroki (Paradise Lost)                                                            | Masahiko Nishimura (Marutai no onna, Welcome Back, Mr. McDonald)                               | Mitsuko Baisho (Tokyo Lullaby, The Eel)                                             | Takako Matsu (Tokyo biyori)                                                                                       | Thiết kế sản xuất Princess Mononoke                                         |
| 23      | 1998 | Takeshi Kitano (Hana-bi)                                                          | Hana-bi (Takeshi Kitano)                      | Titanic (James Cameron)                         | Akira Emoto (Dr. Akagi)                                                     | Mieko Harada (Begging for Love)                                                          | Ren Osugi (Hana-bi, Dog Race)                                                                  | Kumiko Aso (Dr. Akagi)                                                              | Rena Tanaka (Ganbatte Ikimasshoi)                                                                                 | -                                                                           |
| 24      | 1999 | -                                                                                 | Spellbound (Masato Harada)                    | Shakespeare in Love (John Madden)               | Tomokazu Miura (M/Other, Wait and See)                                      | Jun Fubuki (Coquille, Spellbound)                                                        | Kippei Shiina (Spellbound, Sloping Shoulder Fox)                                               | Junko Fuji (Wait and See, The Geisha House, Dreammaker)                             | Chizuru Ikewaki (Osaka Story), Đạo diễn Akihiko Shiota (Moonlight Whispers, Don't Look Back)                      | -                                                                           |
| 25      | 2000 | Yuji Nakae (Nabbie's Love)                                                        | Face (Junji Sakamoto)                         | Space Cowboys (Clint Eastwood)                  | Yūji Oda (Whiteout)                                                         | Naomi Fujiyama (Face)                                                                    | Tadanobu Asano (Taboo, Gojoe: Spirit War Chronicle)                                            | Naomi Nishida (Nabbie's Love)                                                       | Madoka Matsuda (Nagisa)                                                                                           | -                                                                           |
| 26      | 2001 | Miyazaki Hayao (Sen và Chihiro ở thế giới thần bí)                                | Go (Isao Yukisada)                            | Galaxy Quest (Dean Parisot)                     | Yōsuke Kubozuka (Go)                                                        | Kyōko Koizumi (Kaza-hana)                                                                | Tsutomu Yamazaki (Go, The Guys from Paradise, High School Girl's Friend)                       | Kou Shibasaki (Go, Battle Royale, Kakashi)                                          | Hitomi Manaka (Koko ni irukoto)                                                                                   | -                                                                           |
| 27      | 2002 | Yoji Yamada (The Twilight Samurai)                                                | The Twilight Samurai (Yoji Yamada)            | Monsters, Inc. (Peter Docter)                   | Seiichi Tanabe (Hush!, Harmful Insect)                                      | Rie Miyazawa (The Twilight Samurai)                                                      | Ryo Ishibashi (Aiki, Dog Star)                                                                 | Miho Kanno (Kewaishi, Dolls)                                                        | Kazushige Nagashima (Mr. Rookie)                                                                                  | -                                                                           |
| 28      | 2003 | Hideo Onchi (Warabi no kō)                                                        | Doing Time (Yoichi Sai)                       | My Sassy Girl (Kwak Jae-yong)                   | Toshiyuki Nishida (Get Up!, Tsuribaka nishi 14)                             | Shinobu Terajima (Akame 48 Waterfalls)                                                   | Hiroyuki Miyasako (Thirteen Steps, Wild Berries)                                               | Eri Fukatsu (Like Asura, Bayside Shakedown 2)                                       | Satomi Ishihara (My Grandpa)                                                                                      | -                                                                           |
| 29      | 2004 | Yoichi Sai (Blood and Bones)                                                      | Nobody Knows (Hirokazu Koreeda)               | Seabiscuit (Gary Ross)                          | Satoshi Tsumabuki (Josee, the Tiger and the Fish, A Day on the Planet, 69)  | Takako Matsu (The Hidden Blade)                                                          | Yoshido Harada (A Boy's Summer in 1945, The Face of Jizo, Niwatori wa hadashi da)              | Masami Nagasawa (Crying Out Love in the Center of the World, Breath In, Breath Out) | Anna Tsuchiya (Kamikaze Girls, The Taste of Tea)                                                                  | -                                                                           |
| 30      | 2005 | Kenji Uchida (A Stranger of Mine)                                                 | Always Sanchōme no Yūhi (Takashi Yamazaki)    | Cinderella Man (Ron Howard)                     | Somegoro Ichikawa (Ashurajō no Hitomi, The Samurai I Loved)                 | Yūko Tanaka (Hibi, The Milkwoman)                                                        | Shinichi Tsutsumi (Fly, Daddy, Fly, Always Sanchōme no Yūhi)                                   | Hiroko Yakushimaru (Always Sanchōme no Yūhi)                                        | Erika Sawajiri (Break Through!)                                                                                   | -                                                                           |
| 31      | 2006 | Kichitaro Negishi (What the Snow Brings)                                          | Hula Girls (Sang-il Lee)                      | Flags of Our Fathers (Clint Eastwood)           | Ken Watanabe (Memories of Tomorrow)                                         | Miki Nakatani (Memories of Matsuko and others)                                           | Teruyuki Kagawa (Sway and others)                                                              | Yū Aoi (Hula Girls, Honey and Clover and others)                                    | Kenichi Matsuyama                                                                                                 | Anime Toki o Kakeru Shōjo, Kazuo Kuroki                                     |
| 32      | 2007 | Nobuhiro Yamashita (A Gentle Breeze in the Village, The Matsugane Potshot Affair) | I Just Didn't Do It (Masayuki Suo)            | A Prairie Home Companion (Robert Altman)        | Ryō Kase (I Just Didn't Do It)                                              | Kumiko Aso (Town of Evening Calm, Country of Cherry Blossoms)                            | Shirō Itō (Talk, Talk, Talk, Maiko Haaaan!!!)                                                  | Hiromi Nagasaku (Funuke Show Some Love, You Losers!)                                | Kaho (A Gentle Breeze in the Village)                                                                             | -                                                                           |
| 33      | 2008 | Ryōsuke Hashiguchi (Gururi no koto)                                               | Departures (Yōjirō Takita)                    | The Dark Knight (Christopher Nolan)             | Shinichi Tsutsumi                                                           | Kyōko Koizumi                                                                            | Masato Sakai                                                                                   | Kirin Kiki                                                                          | Ayane Nagabuchi                                                                                                   | -                                                                           |
| 34      | 2009 | Miwa Nishikawa (Dear Doctor)                                                      | Shizumanu Taiyō (Setsurō Wakamatsu)           | Gran Torino (Clint Eastwood)                    | Ken Watanabe                                                                | Takako Matsu                                                                             | Eita                                                                                           | Kaoru Yachigusa                                                                     | Masaki Okada Hikari Mitsushima                                                                                    | Michael Jackson's This Is It                                                |
| 35      | 2010 | Tetsuya Nakashima (Confessions)                                                   | Villain                                       | Avatar                                          | Etsushi Toyokawa A Good Husband Hisshiken Torisashi                         | Eri Fukatsu Villain                                                                      | Akira Emoto Villain                                                                            | Rie Tomosaka A Boy and His Samurai                                                  | Nanami Sakuraba Shodo Girls Takahiro Miura Railways                                                               | -                                                                           |
| 36      | 2011 | Sion Sono (Cold Fish)                                                             | Youkame no Semi                               | Moneyball                                       | Masato Sakai Tsure ga Utsu ni Narimashite Nichirin no isan Bushi no Kakeibo | Hiromi Nagasaku Wandering Home Youkame no Semi                                           | Denden Cold Fish                                                                               | Nobuko Miyamoto Hankyū Densha                                                       | Mami Sunada Ending Note                                                                                           | Kaneto Shindō Postcard                                                      |
| 37      | 2012 | Daihachi Yoshida (The Kirishima Thing)                                            | Kagi Dorobō no Method (Kenji Uchida)          | Argo (Ben Affleck)                              | Ken Takakura (Anata e)                                                      | Sayuri Yoshinaga (Kita no Kanaria-tachi)                                                 | Mirai Moriyama                                                                                 | Sakura Ando                                                                         | Shinnosuke Mitsushima (11:25 The Day He Chose His Own Fate) Rena Nōnen (Karasu no Oyayubi)                        | -                                                                           |
| 38      | 2013 | Kazuya Shiraishi (The Devil's Path)                                               | The Great Passage (Yuya Ishii)                | 42 (Brian Helgeland)                            | Ryuhei Matsuda (The Great Passage)                                          | Yōko Maki (The Ravine of Goodbye, Sue, Mai & Sawa: Righting the Girl Ship)               | Pierre Taki (The Devil's Path, Like Father, Like Son)                                          | Chizuru Ikewaki (The Devil's Path, The Great Passage)                               | Tatsuki Yoshioka (A Boy Called H)                                                                                 | -                                                                           |
| 39      | 2014 | Takashi Koizumi (A Samurai Chronicle)                                             | 0.5 mm (Momoko Andō)                          | Jersey Boys (Clint Eastwood)                    | Junichi Okada (The Eternal Zero)                                            | Rie Miyazawa (Pale Moon)                                                                 | Masahiko Tsugawa (0.5 mm)                                                                      | Yuko Oshima (Pale Moon)                                                             | Nana Komatsu Hiroomi Tosaka Masafumi Nishida                                                                      | Frozen Ken Takakura                                                         |
| 40      | 2015 | Yukihiko Tsutsumi (The Big Bee, Initiation Love)                                  | Solomon's Perjury (Izuru Narushima)           | Still Life (Uberto Pasolini)                    | Kōichi Satō (Kishūteneki Terminal, The Pearls of the Stone Man)             | Kirin Kiki (Sweet Bean)                                                                  | Masahiro Motoki (The Emperor in August)                                                        | Yō Yoshida (Flying Colors, Nōnai Poison Berry, The Pearls of the Stone Man, Hero)   | Suzu Hirose (Umimachi Diary) Ryōko Fujino (Solomon's Perjury)                                                     | Momoiro Clover Z (Maku ga Agaru) Katsuyuki Motohiro (Maku ga Agaru)         |
| 41      | 2016 | Lee Sang-il (Ikari)                                                               | Yu o Wakasu Hodo no Atsui Ai (Ryōta Nakano)   | Creed (Ryan Coogler)                            | Tomokazu Miura (Katsuragi Case)                                             | Rie Miyazawa (Yu o Wakasu Hodo no Atsui Ai)                                              | Gō Ayano (Ikari)                                                                               | Hana Sugisaki (Yu o Wakasu Hodo no Atsui Ai)                                        | Takanori Iwata (Shokubutsu Zukan: Unmei no Koi, Hiroimashita) Ryōta Nakano (Yu o Wakasu Hodo no Atsui Ai)         | Your Name – Tên cậu là gì?                                                  |
| 42      | 2017 | Mishima Yukiko (Osanago Warera ni Umare)                                          | Aa, Koya (Kishi Yoshiyuki)                    | Người đẹp và quái vật (Bill Condon)             | Masaki Suda (Aa, Koya, Kiseki Ano Hi no Sobito, Teiichi no Kuni, Hibana)    | Aoi Yū (Kanojo ga Sono Mei wo Shiranai Toritachi)                                        | Yakusho Kōji (Sandome no Satsujin, Sekigahara)                                                 | Tanaka Rena (Osanago Warera ni Umare )                                              | Hamabe Minami (Tớ muốn ăn tuỵ của cậu) Kitamura Takumi (Tớ muốn ăn tuỵ của cậu)                                   | Kitano Takeshi (Autoreiji) Stephen Nomura Schible (Sakamoto Ryuichi - Coda) |